# Utz (film)
Utz is een Duits-Italiaans-Britse dramafilm uit 1992 onder regie van George Sluizer. Het scenario is gebaseerd op de gelijknamige roman uit 1988 van de Britse auteur Bruce Chatwin.

## Verhaal
Na het overlijden van baron Kaspar von Utz reist de kunsthandelaar Marius Fisher naar Praag. Hij wil er een paar stukken uit diens porseleincollectie te pakken krijgen. Fisher maakt kennis een gemeenschappelijke vriend, die hem vertelt over de strijd van de baron om zijn verzameling compleet te houden. Intussen tracht Fisher erachter te komen wat er gebeurd is met het porselein.

## Rolverdeling
| Acteur                  | Personage                    |
| ----------------------- | ---------------------------- |
| Armin Mueller-Stahl     | Baron Kaspar Joachim von Utz |
| Brenda Fricker          | Marta                        |
| Peter Riegert           | Marius Fisher                |
| Paul Scofield           | Dr. Vaclav Orlik             |
| Gaye Browne             | Ada Krasova                  |
| Miriam Karlin           | Grootmoeder                  |
| Pauline Melville        | Curator                      |
| Adrian Brine            | Ober                         |
| Peter Mackriel          | Conciërge                    |
| Caroline Guthrie        | Jonge Marta                  |
| Clark Dunbar            | Dokter                       |
| Christian Mueller-Stahl | Utz (18 jaar)                |
| Jakub Zdeněk            | Utz (11 jaar)                |
| Christian Rabe          | Utz (5 jaar)                 |
| Anthony Donovan         | Veiligmeester                |